# Függő-kői-barlang
A Függő-kői-barlang andezitbarlang, amelyből felső pleisztocén őslénytani és régészeti leletek kerültek elő. A Börzsöny, a Cserhát és a Mátra területén ez az első olyan barlang, amelyből pleisztocén csontleletek és pleisztocén csigamaradványok láttak napvilágot.

## Leírás
A Cserhát hegység K-i részén, Mátraszőlős ÉNy-i szélén, a Függő-kői-völgy bejáratánál, a Hévíz-patak völgyében, a függő-kői, messziről is jól látható Vöröskő-bányában, a bányaudvar patak felé néző hátoldalán, a Függő-kő Ny-i tövében, áthajló sziklafal alján, a patakszint felett kb. 5 m-re, 278 m tengerszint feletti magasságban van a barlang 3,15 m széles, 2,3 m magas, Ny-ra néző, természetes jellegű, négyszög alakú és vízszintes tengelyirányú bejárata. A Mátraszőlős ÉNy-i szélén található vízműtől jelzett tanösvény vezet a kőfejtőbe.
Középső miocén, vörös, enyhén hólyagüreges andezitben, a közeli patak eróziós tevékenysége miatt jött létre a barlang, amely sziklaodú térformájú és egyetlen fülkéből áll. Jellemző szelvénytípusa az ellipszis szelvénytípus. Az üreg vízszintes kiterjedése 4,59 m. A nyitott és világos üreg mennyezete fekete a kormozás miatt. Felső kis fülkéjében apró, néhány mm-es, bunkószerű képződmények, kérgek vannak, melyek anyaga ásványtani vizsgálat alapján sok amorf anyagot, kevés kvarcot, földpátot, csillámot és gipszet tartalmaz. Eszterhás István ezzel látja bizonyítottnak azt az elméletét, hogy ez egy szingenetikus, gőzrobbanással létrejött barlang. A könnyen járható barlang engedély nélkül megtekinthető. Három–négy embernek megfelelő bivakhely.
Őslénytani szempontú ásatást végeztek benne, amelynek eredményeként felső pleisztocén gerinces fauna és puhatestűek kerültek elő. Ezeken kívül őskori cseréptöredékeket, megmunkált kőszilánkokat és fémdarabokat is találtak. A Vallonia tenuilabris és a Vertigo parcedentata csigafajok hazánk területén már nem élnek, viszont Magyarország faunájának is tagjai voltak a pleisztocénben. Mindkettő kihalt faj a pleisztocén üledékeknek a jellemző csigái. A Semilimax kotulae szintén nem él már az országban. A barlang rétegsora a csigafauna alapján két, nagyon elkülönülő szakaszra bontható. A felső résznek a maihoz hasonló viszonyokra utaló, főként erdei fajokból áll a faunája, amelynek kora holocén, mégpedig valószínűleg fiatalabb holocén. Az alsó rész glaciális klímát mutató faunája a felső pleisztocén Würm szakaszának felső részébe tartozik.
Előkerült belőle gyepi béka, sarki hófajd, alpesi hófajd, szibériai pocok, szibériai örvöslemming és egy Rangifer faj maradványa. A talált Unio fajt valószínűleg az ember hozta ide, mert a környéken nincs olyan hely, ahol ez a kagyló megélhet.
A Függő-kői-völgy jellegzetes, kb. 10–12 m magas, aláhajló andezittufa és agglomerátum szikláiról, a Függő-kőről kapta nevét a barlang. 1979-ben volt először Függő-kői-barlangnak nevezve a barlang az irodalmában. Előfordul a barlang az irodalmában Függő-kő Cave (Takácsné, Eszterhás, Juhász, Kraus 1989), Függői-kői-barlang (Kordos 1978), Mátraszöllősi-kőfülke (Kordos 1984), Mátraszöllősi-sziklaüreg (Jánossy 1983), Mátraszőlősi Függőkő-barlang (Eszterhás 1989), Mátraszőlősi Függőkői-barlang (Eszterhás 1988), Mátraszőlősi-kőfülke (Eszterhás 1989), Mátraszőlősi kőfülke (Jánossy, Kordos, Krolopp 1983) és Mátraszőlősi-sziklaüreg (Eszterhás 1989) neveken is.

## Kutatástörténet
Az 1978. évi MKBT Beszámolóban az van írva, hogy a Mátrában, Mátraszőlősön található. Varga András, a Mátra Múzeum munkatársa mutatta meg 1978-ban Kordos Lászlónak és Krolopp Endrének az ásatásra alkalmas barlangot. 1978-ban kitöltéséből vett üledékminták gazdag felső pleisztocén gerinces faunát szolgáltattak, az elsőt a Börzsöny, a Cserhát és a Mátra területéről. Az 1979. évi MKBT Beszámolóban az olvasható, hogy 1979-ben a Magyar Állami Földtani Intézet önálló ásatást végzett a barlangban. Andezitben eróziós úton kialakult kisméretű üreg. 1979-ben Kordos László ásott benne. A felső, holocén kitöltés alól gerinces faunában gazdag, hideg klíma alatt keletkezett felső pleisztocén anyag látott napvilágot. A Bükk és a Pilis között ez az első olyan barlang, amelynek kitöltése ásatásra került és jól értékelhető maradványokat tartalmaz. Az 1979. évi MKBT Műsorfüzetben megjelent egy közlemény, hogy a földtani intézet befejezte a barlang őslénytani ásatásait. A Mátrában ez az első andezitben keletkezett üreg, amelyben ásatásra alkalmas mennyiségben gyűltek össze pleisztocén csontmaradványok.
1980-ban Kordos László által vezetve kiterjesztették a barlang paleontológiai ásatását az üreg melletti patakpart szelvényének begyűjtésére. 1983-ban lett feldolgozva a barlang kitöltésének gerinctelen és gerinces faunája. Az 1983-ban publikált tanulmány szerint a Mátraszőlős határában lévő, semmilyen barlangkataszterben nem szereplő kőfülkében 1979 és 1982 között végeztek ásatást. A tanulmányban napvilágot látott egy ábra, amelyen a barlang környékének helyszínrajza látható, a barlang alaprajzi barlangtérképe és metszetei, a barlang és a patakparti szelvényben feltárt rétegsor elhelyezkedése és mintáinak jelölése ábra is. A majdnem teljesen kitöltött barlang ovális alaprajzú, amely egy repedés mentén, középtájon felharapódzott egy kis kupolává. Egy szintben volt a barlang kitöltése a sziklafal és a lejtőtörmelék találkozásvonalával. A lejtőtörmelék hat–hét méter után, a völgy lejtését követve, négy–öt méteres fallal szakadt le az akkori patakmederhez.

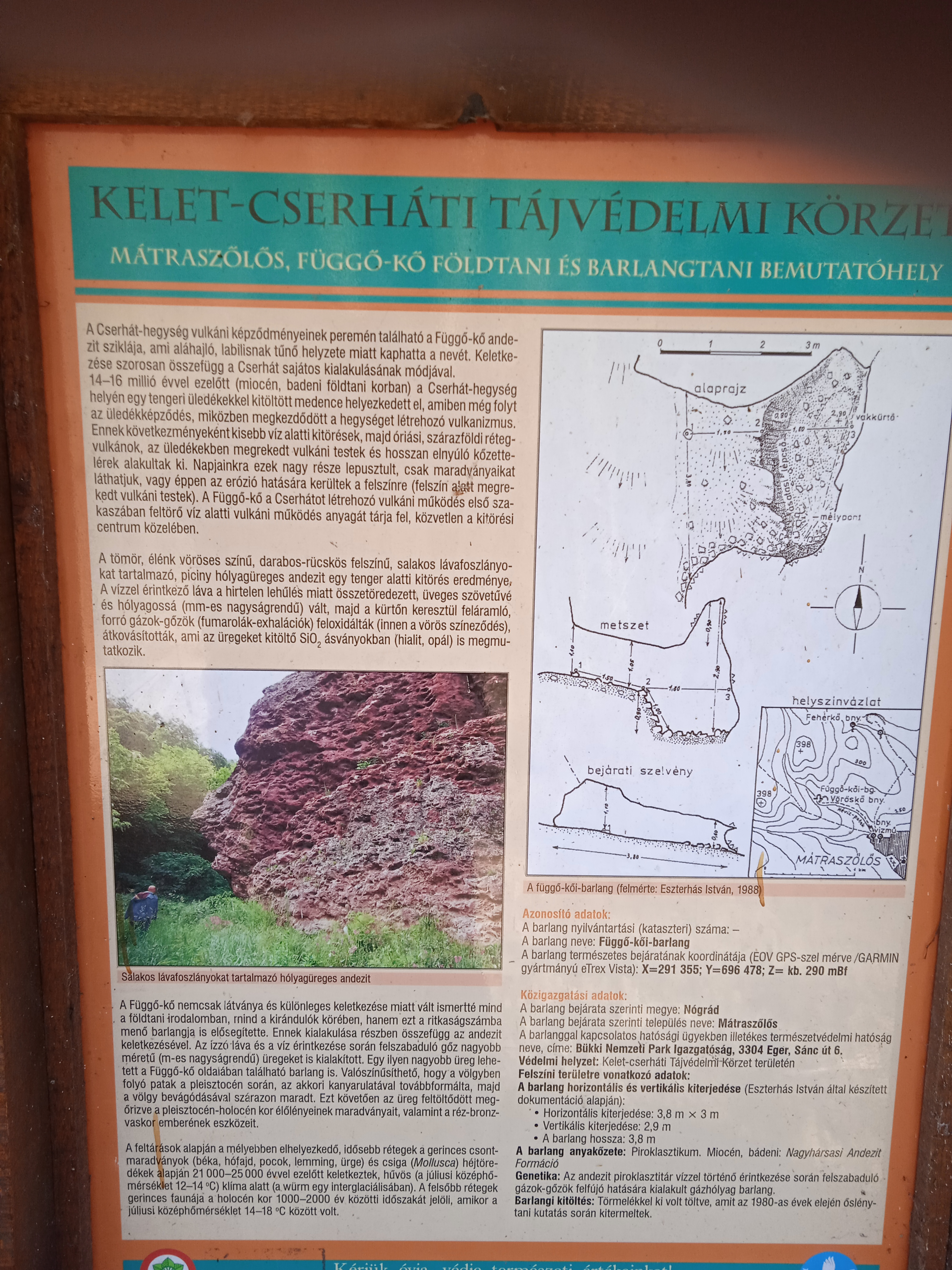
Függő-kői-barlang, információs tábla

A barlang és környezetének alaktana alapján feltételezhető, hogy a vulkanikus kőzetben keletkezett barlang a völgyfejlődés régibb szakaszában, az akkori patak kanyarulatának eróziós hatásaként jött létre, majd szárazon maradt a völgy bevágódásával. A folyóvízi aktivitás szünetelésével, vagy csökkenésével a völgyoldalakról lehúzódó törmelékkel és az aktív löszképződéssel együtt a völgyfenék öt–hat méter vastagan feltöltődött, miközben üledékkel töltődött ki a barlang nagy része is. A holocénben megújult folyóvízi völgyképződéskor e kitöltésbe vágódott a Függő-kői-völgy patakja, kialakítva az alámosott törmelékfalakat. Ekkor humusz és fiatal lejtőtörmelék került a barlangba, annak kitöltését tovább növelve. Az ásatáskor a kitöltésnek körülbelül a felét tárták fel. A szálkőzet fenékig, 1,8 mélyre ástak le. Éles diszkordancia felületet találtak a harmadik és a negyedik minta között. Humuszban gazdag, őskori cseréptöredékeket tartalmazó üledék volt a felső réteg, alatta sárgásbarna színű, tömör szerkezetű, löszös törmelék települt.
Az 1984-ben kiadott, Magyarország barlangjai című könyv országos barlanglistájában szerepel a Börzsöny–Cserhát–Karancs barlangjai között a barlang Függő-kői-barlang néven Mátraszöllősi-kőfülke névváltozattal. A listához kapcsolódóan látható a Magyarország barlangjainak földrajzi elhelyezkedését áttekintő térképen a barlang földrajzi elhelyezkedése. 1988. augusztus 21-én Eszterhás István mérte fel a barlangot, majd a felmérés alapján megrajzolta a barlang alaprajz térképét, hosszmetszet térképét és keresztmetszet térképét. A három térképen 1:50 méretarányban van bemutatva a barlang. A térképlapon látható egy helyszínvázlat is. A térképlap szerint a barlang 3,75 m hosszú és 290 m tengerszint feletti magasságban helyezkedik el. Az alaprajz térképen és a hosszmetszet térképen látszik az ásatási lépcső. Az Alba Regia Barlangkutató Csoport 1988. évi évkönyvében részletesen le van írva és az évkönyvben látható az 1988-ban készült térképlap. Az 5223-as barlangkataszteri területen van. A barlang 3,8 m széles, 0,7 m átlagos magasságú bejárata egy majdnem vízszintes, enyhén lejtő rés. A patak az árvizek idején hordalékkal töltötte fel a bejárati nyílást és ezért valószínű, hogy kb. 3 m a szálkőfalak közti bejárat magassága.
A bejárat után egy alacsony, 0,6–1,05 m magas, 3,2 m széles, lejtő pitvar következik, amely 1,5 m után egy vakkürtős fülkébe vezet. Paleontológiai vizsgálat miatt az 1980-as évek elején ásták ki a fülke alját, ezért a pitvartól a fülke aljára egy 90 cm-es lépcsővel lehet lejutni. A fülkéből kb. 4–5 m³ anyagot távolítottak el. A bejárat folytatásában 1,8 m-t halad befelé a fülke, amelynek szélessége 4 m, magassága pedig általában 2 m, a vakkürtőnél 2,9 m. Jól látszik egy, a bejárati nyílással párhuzamos törés a fülke hátsó részén és ez a törés metszi a vakkürtőt is. A barlang eredeti üregét a Hévíz-patak hordaléka kb. fél–kétharmad részben töltötte ki. A 3,75 m hosszú barlang hossza kisebb, mint a szélessége, amely 4 m. A barlang kialakulásáról más az elképzelésük, mint Jánossy Dénesnek, Kordos Lászlónak és Krolopp Endrének. Eszterhás Istvánék szingenetikus eredetűnek gondolják, amely a kőzet megszilárdulásakor jött létre gőzrobbanás miatt. A vakkürtő keletkezését nem lehet megmagyarázni az eróziós kialakulással.
Döntő érv a szingenetikus kialakulás elfogadása mellett az ásványi kiválások vegyi összetétele és elhelyezkedése. A vakkürtőben és a déli falon, leginkább a bemélyedésekben kicsi, három–öt milliméter hosszú, egy milliméter széles, bunkó formájú ásványkiválások találhatók. Ezek a képződmények hiányoznak a hordalék kiszállítása után szabaddá vált felső részek faláról. Valószínűleg hordaléktelepedés sodorta le azokat, vagy a maradékot az ásatáskor távolították el. A kiválásokat Nemecz Ernő elemezte. A kiválás felületi bevonat, amely oldatból vált ki. Megjelennek az alapkőzet ásványai is a röntgenfelvételeken. A keverék sok amorf anyagból, kevés kvarcból, földpátból, csillámból és gipszből áll. A gipsz másodlagos ásvány. Az ásványi képződmények a befoglaló kőzettel majdnem egyidősek. Az üreget feltörő forró oldatok töltötték ki és belőlük váltak ki a fentebb említett ásványok a falra. A korábbi irodalomban ismeretlenek voltak ásványkiválásai és befoglaló kőzete. Bár más barlangok esetében is előfordul gőzrobbanásos keletkezés, de oxi-amfibolandezitben nincs másik ilyen kialakulású barlang Magyarországon. Az ásatási leletek alapján megismert képe fokozza még jelentőségét.
Az Eszterhás István által 1989-ben írt, Magyarország nemkarsztos barlangjainak listája című kéziratban az olvasható, hogy a Cserhát hegységben, az 5223-as barlangkataszteri területen, Mátraszőlősön lévő Függő-kői-barlangnak Mátraszőlősi-sziklaüreg és Mátraszőlősi-kőfülke a névváltozata. A barlang andezitben alakult ki, 3,5 m hosszú és 3 m függőleges kiterjedésű. A Cserhát hegység nem karsztkőzetben keletkezett 9 barlangjának egyike. A listában meg van említve az a Magyarországon, nem karsztkőzetben kialakult, létrehozott 220 objektum (203 barlang és 17 mesterséges üreg), amelyek 1989. év végéig váltak ismertté. Magyarországon 19 barlang keletkezett andezitben. Az összeállítás szerint Kordos László 1984-ben kiadott barlanglistájában fel van sorolva 119 olyan barlang is, amelyek nem karsztkőzetben jöttek létre.

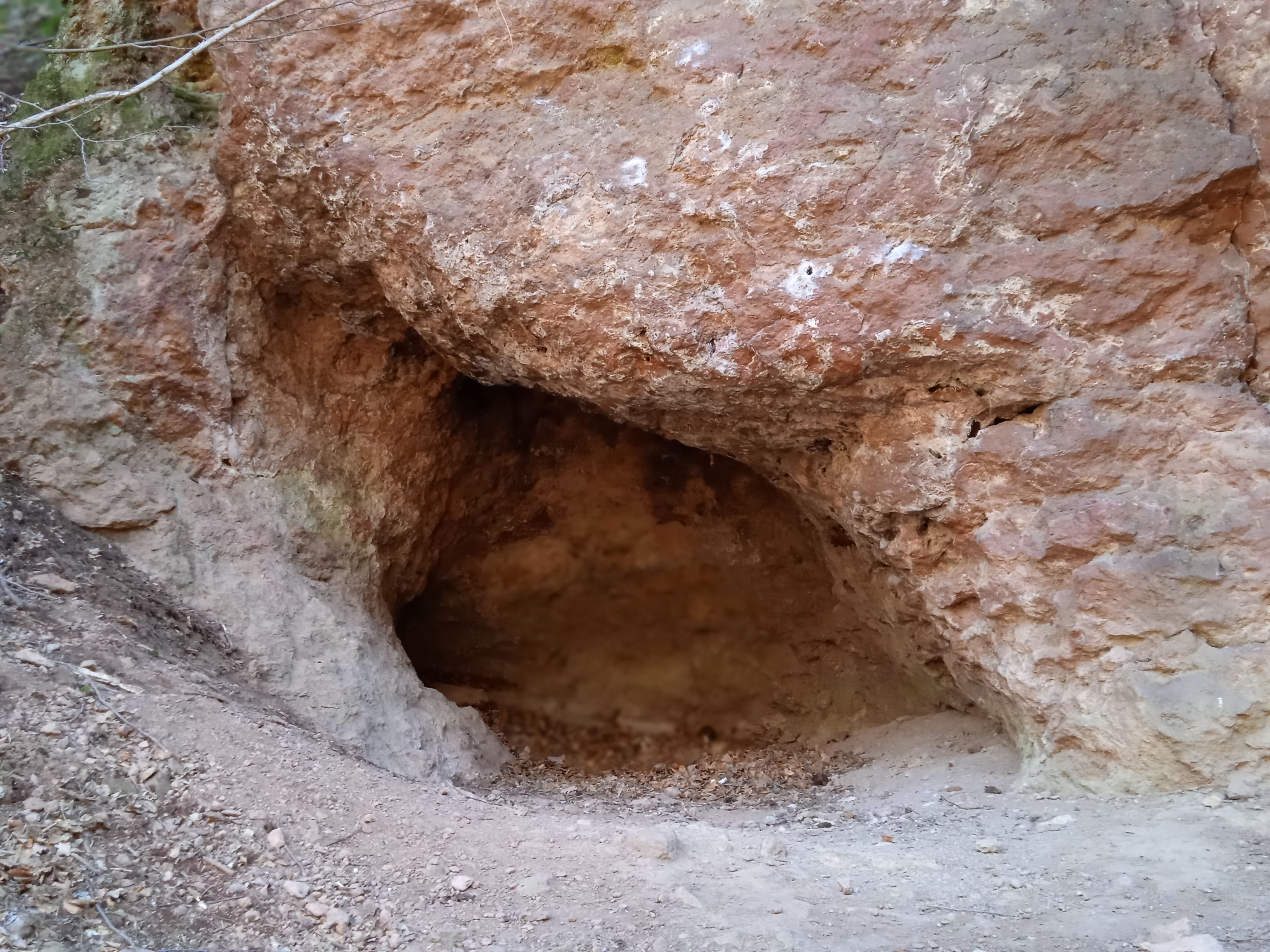
Függő-kői-barlang

Az MKBT Vulkánszpeleológiai Kollektívájának 1989. évi évkönyvében meg van említve a neve és három névváltozata a 4 m hosszú és 3 m magas barlangnak. Az évkönyvbe bekerült egy helyszínrajz, amelyen be van jelölve helye. Mátraszőlős egyetlen barlangja és a hegység négy andezitben kialakult barlangjának egyike. Az 1989. évi Karszt és Barlang különszámában le van írva angolul. A publikációban közölve lett, hogy a Mátraszőlősön fekvő, 3 m hosszú barlang (Függő-kő Cave) gőz- és gázrobbanás miatt jött létre. Az 1989. évi Búvárban az van írva, hogy a Függőkő nevű sziklaalakzattól pár lépésre sötétlik egy barlangnyílás. A néphit szerint ebben a barlangban bújt el a zsandárok elől Sisa Pista, a Cserhát híres betyárja.
Az 1991. évi Borsodi Műszaki-Gazdasági Életben publikált tanulmányban meg van említve, hogy a gőzrobbanás miatt keletkezett barlangok közül az egyik a Függő-kői-barlang, mely Mátraszőlős szélén fekszik. A vulkánszpeleológiai kollektíva 1992. évi évkönyvébe bekerült az 1991. évi tanulmány német nyelvű változata. Az Eszterhás István által 1993-ban írt, Magyarország nemkarsztos barlangjainak lajstroma című kéziratban meg van említve, hogy a Cserhát hegységben, az 5223-as barlangkataszteri területen, Mátraszőlősön helyezkedik el a Függő-kői-barlang. A barlang a Cserhát hegység nem karsztkőzetben kialakult 10 barlangja közül az egyik. Az andezitben keletkezett barlang 3,5 m hosszú, 3 m mély, 3 m magas és a felsorolás szerint Mátraszőlős egyetlen barlangja. Az összeállításban fel van sorolva az a Magyarországon, nem karsztkőzetben kialakult, létrehozott 520 objektum (478 barlang és 42 mesterséges üreg), amelyek 1993 végéig ismertté váltak. Magyarországon 178 barlang, illetve mesterségesen létrehozott, barlangnak nevezett üreg alakult ki, lett kialakítva andezitben.
Az MKBT Vulkánszpeleológiai Kollektívájának 1997. évi évkönyvében az van írva, hogy szilikátpizolitek vannak benne, amelyeket a veszprémi akadémiai intézet, vagy a Veszprémi Egyetem vizsgált meg röntgendiffrakcióval. Az évkönyvbe bekerült egy tanulmány az Északi-középhegység érdekesebb barlangjairól, amelyben meg van említve a barlang. A 2001. november 12-én készült, Magyarország nemkarsztos barlangjainak irodalomjegyzéke című kézirat barlangnévmutatójában szerepel a Függő-kői-barlang. A barlangnévmutatóban fel van sorolva 20 irodalmi mű, amelyek foglalkoznak a barlanggal. A 474. tétel nem említi, a 472. tétel említi.
A 2004. évi Karsztfejlődésben 3,5 m hosszú barlangként van említve és meg vannak adva az üreg EOV koordinátái. A barlang 2006. április 25-én készült nyilvántartólapján az olvasható, hogy a részletesen felmért Függő-kői-barlang 278 m tengerszint feletti magasságban nyílik a 3 m hosszú, 3,06 m függőleges kiterjedésű, 3,06 m magas, 4,59 m vízszintes kiterjedésű. Egy tanösvény egyik állomása volt, de az ismertető tábláját megrongálták és bedöntötték a barlangba. A kézirat készítésének idején az üreg külső része a belsővel egy szintre volt mélyítve a kőtörmelékes kitöltés eltávolításával. A bunkószerű képződmények a felsorolt ásványi összetevőkből álló finomszemcsék összecementálódása miatt, akár gipsz által is keletkezhetnek. A 2017. évi Karsztfejlődésben van egy rövid leírás a barlangról és publikálva lett egy helyszínrajz, amelyen meg van jelölve helye.

## További irodalom
- Eszterhás István: Magyarországi lávabarlangok. Hegyi Sport, 1991. 3. sz. 25–26. old.